# Conophyma almasyi
Conophyma almasyi är en insektsart som först beskrevs av Kuthy 1905.  Conophyma almasyi ingår i släktet Conophyma och familjen Dericorythidae.

## Underarter
Arten delas in i följande underarter:
- C. a. robustum
- C. a. fragosum
- C. a. rugosum
- C. a. almasyi
- C. a. schnitnikovi